# Саліх Дурсун
Саліх Дурсун (тур. Salih Dursun, нар. 12 липня 1991, Сакар'я) — турецький футболіст, півзахисник клубу «Антальяспор».

## Клубна кар'єра
У дорослому футболі дебютував 2009 року виступами за команду клубу «Сакар'яспор», в якій провів три сезони, взявши участь у 78 матчах чемпіонату.  Більшість часу, проведеного у складі «Сакар'яспора», був основним гравцем команди.
Своєю грою за цю команду привернув увагу представників тренерського штабу клубу «Кайсеріспор», до складу якого приєднався 2012 року. Відіграв за команду з Кайсері наступні два сезони своєї ігрової кар'єри.
На початку 2014 року уклав контракт з клубом «Галатасарай», у складі якого втім відразу стати гравцем основного складу не зумів. Натомість, провівши за команду одного з найсильніших турецьких клубів лише два матчі, того ж року був відданий в оренду до «Трабзонспора».

## Виступи за збірну
З 2012 року  захищає кольори другої збірної Туреччини. У складі цієї команди провів 7 матчів.